# Дон Лафферті
 До́н Мо́рган Ла́фферті (англ. Don Morgan Lafferty; нар. 5 серпня 1933 — пом. 7 червня 1998)  — видатний американський шашкіст, гросмейстер, чемпіон світу з шашок (1982—1991).

## Біографія
Народився 5 серпня 1933 року в місті Баррен Каунті, штат Кентуккі, США. Шашками почав займатись у ранньому віці.
Отримав ступінь бакалавра з математики і фізики університету Північного Кентуккі. Згодом закінчив аспірантуру й отримав ступінь магістра математики і фізики в університеті Вандербільта у Нешвілі, штат Теннессі та в університеті Вашингтона в Сент-Луїсі, штат Міссурі.
До виходу на пенсію в 1988 році викладав математику і фізику в середніх школах Кентуккі.
Помер 7 червня 1998 році.

## Результати виступів
У 1951 році у 18-річному віці дебютував на своїх перших крупних змаганнях шашкістів у Нешвіллі, посівши при цьому 4-те місце.
У 1954 році вперше переміг на чемпіонаті штату Кентуккі. Протягом наступних років посідав призові місця в різноманітних загально американських змаганнях з шашок.
У 1970 році на «US OPEN» в Х'юстоні, штат Техас посів друге місце, поступившись лише Меріону Тінслі. Пізніше, після відмови М. Тінслі від участі в турнірах «US OPEN», перемагав у змаганнях в Сенфорді, штат Північна Кароліна (1981), Лексингтоні, штат Вірджинія (1983), Нешвілі, штат Теннесі (1985).
У 1982 році, перемігши Дерека Олдбері (1-0-23), став чемпіоном світу з шашок. У 1984 році перемагає Пола Девіса (5-0-15) і вдруге стає чемпіоном світу. В 1986 році відстояв свій титул в поєдинку проти Джеймса Моррісона (0-0-24). У 1989 році залишився непереможеним у матчі проти Елберта Лоудера (4-3-16), матч було перервано через хворобу Д. Лафферті.
У 1987 році намагався перемогти М. Тінслі, проте спроба виявилась невдалою (0-2-36).

### Гра проти Chinook
Після смерті непереможного М. Тінслі, Дон Лафферті зголосився відстоювати честь людства у грі проти удосконаленої версії комп'ютерної програми «Chinook», розробленої канадськими вченими під керівництвом Джонатана Шеффера.
Перший матч, що відбувся у 1994 році в Бостоні, штат Массачусетс, закінчився внічию (1-1-18). У повторному матчі, що відбувся наступного року, Дон Лафферті поступився Chinook (0-1-30).
Враховуючи, що попередні версії Chinook Д. Лафферті перемагав двічі: у 1991 році в Сент-Пітерсбурзі, штат Флорида (3-2-11) та 1993 році в Едмонтоні, Канада (3-1-14), загалом виграно 8 партій при 7 програних і 109 нічиїх.